# COX-1

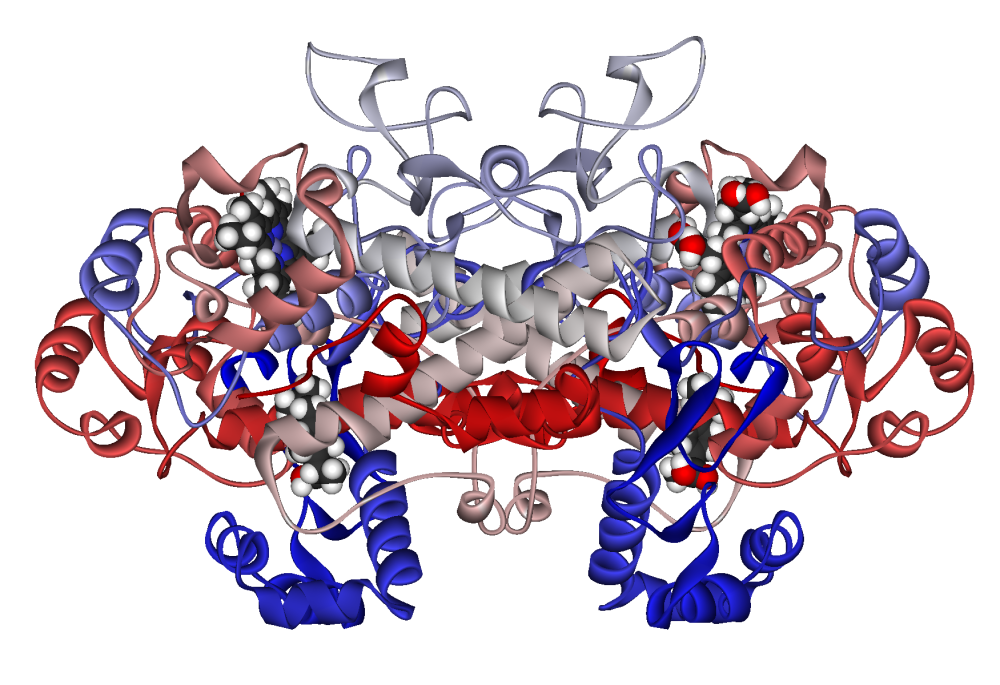
Modelo tridimensional da estrutura de COX-1

Ciclo-oxigenase-1 (COX-1) também conhecida como prostaglandin G/H synthase 1, prostaglandin-endoperoxide synthase 1 ou prostaglandin H2 synthase 1 é uma enzima que em humanos é codificada pelo gene PTGS1.  É responsável pela catálise de prostaglandinas e tromboxano. Possui função fisiológica constitutiva e participa de uma série de processos de manutenção dos processos do organismo como a proteção da mucosa gástrica, hemostasia e regulação de perfusão renal.

## Leitura de apoio
- Richards JA, Petrel TA, Brueggemeier RW (2002). «Signaling pathways regulating aromatase and cyclooxygenases in normal and malignant breast cells.». J. Steroid Biochem. Mol. Biol. 80 (2): 203–12. PMID 11897504. doi:10.1016/S0960-0760(01)00187-X
- Jain S, Khuri FR, Shin DM (2004). «Prevention of head and neck cancer: current status and future prospects.». Current problems in cancer. 28 (5): 265–86. PMID 15375804. doi:10.1016/j.currproblcancer.2004.05.003
- Bingham S, Beswick PJ, Blum DE,;  et al. (2007). «The role of the cylooxygenase pathway in nociception and pain.». Semin. Cell Dev. Biol. 17 (5): 544–54. PMID 17071117. doi:10.1016/j.semcdb.2006.09.001
- Diaz A, Reginato AM, Jimenez SA (1992). «Alternative splicing of human prostaglandin G/H synthase mRNA and evidence of differential regulation of the resulting transcripts by transforming growth factor beta 1, interleukin 1 beta, and tumor necrosis factor alpha.». J. Biol. Chem. 267 (15): 10816–22. PMID 1587858
- Takahashi Y, Ueda N, Yoshimoto T,;  et al. (1992). «Immunoaffinity purification and cDNA cloning of human platelet prostaglandin endoperoxide synthase (cyclooxygenase).». Biochem. Biophys. Res. Commun. 182 (2): 433–8. PMID 1734857. doi:10.1016/0006-291X(92)91750-K
- Vane JR, Mitchell JA, Appleton I,;  et al. (1994). «Inducible isoforms of cyclooxygenase and nitric-oxide synthase in inflammation.». Proc. Natl. Acad. Sci. U.S.A. 91 (6): 2046–50. PMC 43306. PMID 7510883. doi:10.1073/pnas.91.6.2046
- Mollace V, Colasanti M, Rodino P,;  et al. (1994). «HIV coating gp 120 glycoprotein-dependent prostaglandin E2 release by human cultured astrocytoma cells is regulated by nitric oxide formation.». Biochem. Biophys. Res. Commun. 203 (1): 87–92. PMID 7521167. doi:10.1006/bbrc.1994.2152
- Inoue H, Yokoyama C, Hara S,;  et al. (1995). «Transcriptional regulation of human prostaglandin-endoperoxide synthase-2 gene by lipopolysaccharide and phorbol ester in vascular endothelial cells. Involvement of both nuclear factor for interleukin-6 expression site and cAMP response element.». J. Biol. Chem. 270 (42): 24965–71. PMID 7559624. doi:10.1074/jbc.270.42.24965
- Ren Y, Loose-Mitchell DS, Kulmacz RJ (1995). «Prostaglandin H synthase-1: evaluation of C-terminus function.». Arch. Biochem. Biophys. 316 (2): 751–7. PMID 7864630. doi:10.1006/abbi.1995.1100
- Picot D, Loll PJ, Garavito RM (1994). «The X-ray crystal structure of the membrane protein prostaglandin H2 synthase-1.». Nature. 367 (6460): 243–9. PMID 8121489. doi:10.1038/367243a0
- Kosaka T, Miyata A, Ihara H,;  et al. (1994). «Characterization of the human gene (PTGS2) encoding prostaglandin-endoperoxide synthase 2.». Eur. J. Biochem. 221 (3): 889–97. PMID 8181472. doi:10.1111/j.1432-1033.1994.tb18804.x
- Otto JC, DeWitt DL, Smith WL (1993). «N-glycosylation of prostaglandin endoperoxide synthases-1 and -2 and their orientations in the endoplasmic reticulum.». J. Biol. Chem. 268 (24): 18234–42. PMID 8349699
- O'Neill GP, Ford-Hutchinson AW (1993). «Expression of mRNA for cyclooxygenase-1 and cyclooxygenase-2 in human tissues.». FEBS Lett. 330 (2): 156–60. PMID 8365485
- Corasaniti MT, Melino G, Navarra M,;  et al. (1996). «Death of cultured human neuroblastoma cells induced by HIV-1 gp120 is prevented by NMDA receptor antagonists and inhibitors of nitric oxide and cyclooxygenase.». Neurodegeneration : a journal for neurodegenerative disorders, neuroprotection, and neuroregeneration. 4 (3): 315–21. PMID 8581564
- Ballif BA, Mincek NV, Barratt JT,;  et al. (1996). «Interaction of cyclooxygenases with an apoptosis- and autoimmunity-associated protein.». Proc. Natl. Acad. Sci. U.S.A. 93 (11): 5544–9. PMC 39283. PMID 8643612. doi:10.1073/pnas.93.11.5544
- Hla T (1996). «Molecular characterization of the 5.2 KB isoform of the human cyclooxygenase-1 transcript.». Prostaglandins. 51 (1): 81–5. PMID 8900446. doi:10.1016/0090-6980(95)00158-1
- Mahida YR, Beltinger J, Makh S,;  et al. (1998). «Adult human colonic subepithelial myofibroblasts express extracellular matrix proteins and cyclooxygenase-1 and -2.». Am. J. Physiol. 273 (6 Pt 1): G1341–8. PMID 9435560
- Tsujii M, Kawano S, Tsuji S,;  et al. (1998). «Cyclooxygenase regulates angiogenesis induced by colon cancer cells.». Cell. 93 (5): 705–16. PMID 9630216. doi:10.1016/S0092-8674(00)81433-6